# Bodo Baas
Bodo Baas es un personaje perteneciente a la saga de ficción de la Guerra de las Galaxias.
Bodo Baas fue primero un Maestro Jedi y más tarde, tras su muerte, guardián del holocrón que Luke Skywalker y Leia Organa-Solo arrebataron al renacido Emperador Palpatine, y que fue finalmente destruido más tarde en Yavin 4 por Exar Kun.
Bodo Baas formó parte de un grupo de Jedi que vivió en el sistema Adega seiscientos años antes de la destrucción de la primera Estrella de la Muerte. Llegó a ser un Maestro Jedi y heredó un holocrón, donde grabó sus propios conocimientos y narró los de otros Maestros Jedi, para que futuras generaciones de Jedi pudieran beneficiarse de la sabiduría, conocimientos y experiencias en él contenidas.
El holocrón, sólo podía ser activado por el contacto de un usuario de la fuerza. Una vez activado aparecía el guardián, que contaba historias sobre antiguos Jedi y daba lecciones sobre la Fuerza. El guardián, podía interactuar con el usuario y responder a sus preguntas. Bodo Baas fue el guardián de su holocrón.
Durante la Gran Purga Jedi, el Emperador Palpatine hizo ejecutar a Bodo Baas por "crímenes contra el Imperio" y el Holocrón fue llevado a Wayland. El Emperador pudo escuchar la mayoría de las historias contenidas en él, pero no pudo acceder a aquellas reservadas a los Jedi que usasen el lado luminoso de la Fuerza.
Bodo Baas era descendiente del Maestro Jedi Vodo-Siosk Baas, quien fue contemporáneo del maestro Arca Jeth, unos 4.000 años antes de la Guerra Civil Galáctica.
- Datos: Q3641527